# 上野景福
上野 景福（うえの かげとみ、1910年1月3日 - 1996年2月5日）は、日本の英語学者。東京大学・昭和女子大学名誉教授。祖父は、明治期に外交官を務めた上野景範。

## 来歴
父は上野景明。学習院高等科を経て、1933年東京帝国大学英文科卒業、大学院入学。1935年、東京帝大副手。1939年、成城高等学校教授。1943年、陸軍大学校教授。1946年、成蹊高等学校教授。1949年、東京大学第一高等学校教授。1950年、東京大学教養学部助教授。1959年、同教授。1967年、財団法人語学教育研究所所長。1970年、東大を定年退官、名誉教授、武蔵大学人文学部教授。1973年、武蔵大学人文学部長。1975年 財団法人語学教育研究所市河三喜賞選考委員会委員長。1980年、武蔵大学を定年退職、昭和女子大学教授。1984年、昭和女子大学文学部長。1987年、昭和女子大学特任教授。1989年、勲三等瑞宝章。1991年、昭和女子大退職、名誉教授。

## 著書
単著
- 『語形成』研究社、1955年
- 『アメリカ小話集』高文社、1956年
- 『イギリス小話集』高文社、1957年
- 『コトバことば言葉』研究社、1960年
- 『英単語の裏窓』学生社新書、1960年
- 『英語への招待―教室では学べない知識と感覚』大修館書店、1964年
- 『英語の表情』研究社、1965年
- 『英単語ものがたり―その語原をさぐる』日本英語教育協会、1979年
- 『英語語彙の研究』研究社、1980年

共編著
- 『作家別英文解釈』金子嗣郎共著、弘文堂、1955年
- 『旺文社ショーター英和辞典』旺文社、1979年

## 翻訳
- 『進化と倫理』トマス・ハックスレー、育生社、1948年
- 『首のない女』クレイトン・ロースン、東京創元社、1958年、のち文庫
- 『帽子から飛び出した死』クレイトン・ロースン、東京創元社、1961年
- 『勇将ジェラールの回想』アーサー・コナン・ドイル、創元推理文庫、1971年
- 『勇将ジェラールの冒険』アーサー・コナン・ドイル、創元推理文庫、1972年

| スタブアイコン | サブスタブ | この項目は、まだ閲覧者の調べものの参照としては役立たない、人物に関連した書きかけの項目です。この項目を加筆・訂正などしてくださる協力者を求めています（P:人物伝/PJ:人物伝）。 |